# Геліка (місто)

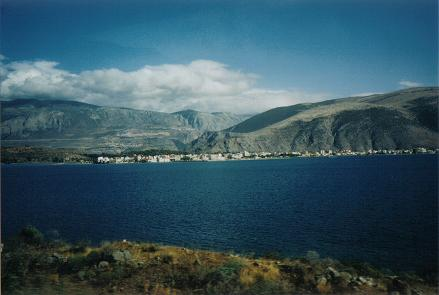
Коринфська затока

Геліка — давнє місто на південному березі Коринфської затоки у 93 милях на захід від Афін.

## Історія

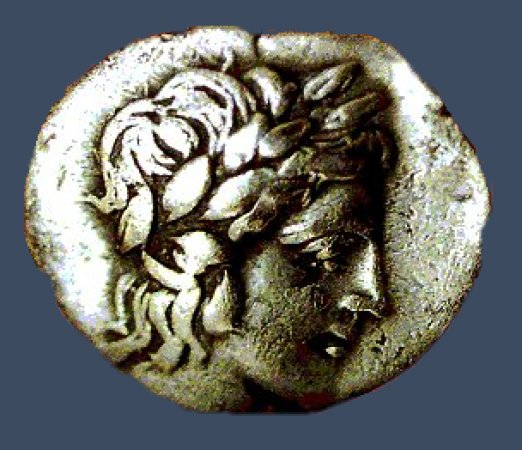
Посейдон, монета із Геліки

Засноване в епоху ранньої бронзи (2600—2300 рр. до н. е.). Перше доісторичне поселення було затоплене морем, але швидко було відновлене на суходолі. Під час Троянської війни на допомогу Агамемнону йшли кораблі з Геліки. Храм і святилище геліконського Посейдона у Коринфській затоці були відомі у всій тодішній Греції.
Під час дорійської навали іонійське першонаселення міста було витіснене ахейським. Іонійці, змушені залишити батьківщину, переселилися до Анатолії, де заснували місто Прієна, і принесли до Іонії культ Посейдона Геліконського.
Ахейська Геліка швидко перетворилася на найбільше місто північного Пелопоннесу, ставши на чолі першого Ахейського союзу (об'єднання міст-держав, який включав 12 міст). Геліконці взяли участь і в колонізації, зокрема ними був заснований та Сибаріс у Південній Італії.
Зимою 373 р. до н. е. місто було зруйноване потужним землетрусом та цунамі. Місто опустилося нижче рівня моря, було затоплене. Після трагедії столицею Ахейського союзу стало місто Егіо.
Пізніше на місці Геліки було побудоване римське місто, але у V ст. воно теж було зруйноване землетрусом. Пліній, Овідій і Павсаній повідомляли, що руїни Геліки можна бачити на дні моря. Про це ж повідомляв поет і астроном Ератосфен (276—194 рр. до н. е.).
Згодом місце розташування Геліки на дні моря було занесене мулом.
У 1988 р. за проектом «Геліка» за допомогою сучасної апаратури було виявлені залишки міста, які знаходяться у півмилі від берега. У 2002 р. телекомпанією «ВВС Horizon documentary» знято документальний фільм «Геліка — справжня Атлантида».